# Moldu

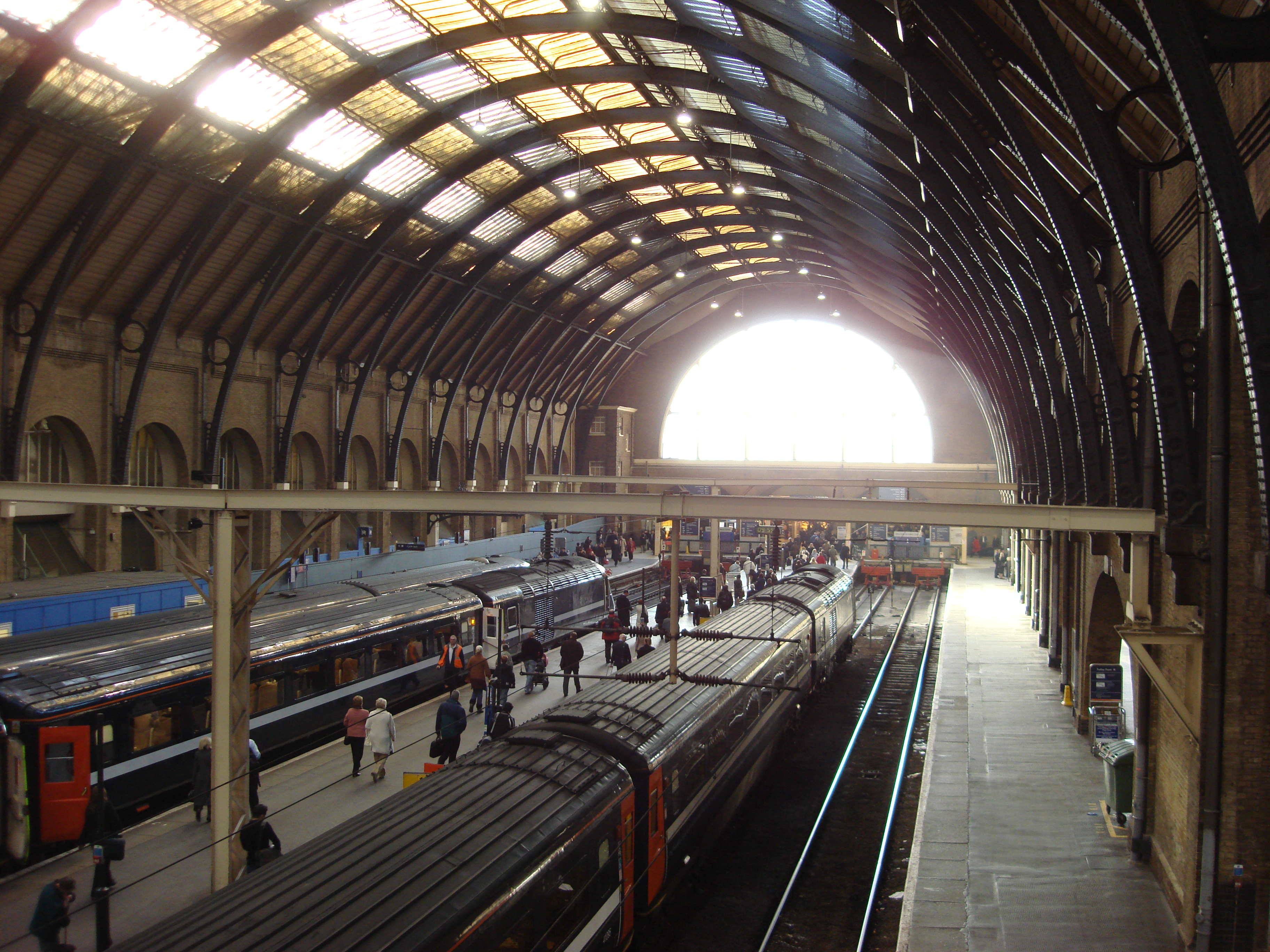
Dans le monde de Harry Potter, la gare de King's Cross marque la séparation entre le monde moldu et la communauté des sorciers, alors que des sorciers mineurs montent à bord du train pour l'école de sorcellerie de Poudlard.

Dans la série Harry Potter de J. K. Rowling, un Moldu (Muggle en anglais) est une personne dépourvue de pouvoir magique et qui n'est pas née dans une famille magique.  
Les Moldus peuvent également être décrits comme des personnes qui n'ont pas de sang magique en eux. Il diffère du terme Cracmol, qui fait référence à une personne avec un ou plusieurs parents magiques, mais sans aucun pouvoir ou capacité magique. Le terme « né-Moldu » (ou le terme péjoratif et offensant sang-de-bourbe, qui est utilisé pour souligner l'« impureté » supposée du sang moldu), se réfère quant à lui à une personne possédant des capacités magiques mais ayant des parents non magiques. 
Le terme équivalent utilisé par la communauté magique américaine dans l'univers des Animaux fantastiques est « Non-Maj », qui est l'abréviation de « Non-Magique ». Le néologisme Non-Mage était populaire dans les années 1920 mais est rapidement passé de mode[réf. nécessaire]. Le terme d'origine, « Moldu », a été réutilisé avant la Seconde Guerre mondiale et est resté d'usage depuis[réf. nécessaire].

## Étymologie et traduction
À l'origine, Rowling recherchait un terme pouvant suggérer à la fois la sottise et la bienveillance. Elle a créé le mot Muggle à partir de mug, un terme anglais utilisé pour désigner quelqu'un qui est facilement dupé. Elle a ajouté le suffixe -gle pour l'adoucir et le rendre moins humiliant.
Pour la traduction en français, Jean-François Ménard a inventé le terme « Moldu », qui a une sonorité proche de Muggle et auquel il prête une signification de « mollesse » (sous-entendu avec humour : « mou du cerveau ») pour désigner des personnes à qui il « manquerait quelque chose », en l'occurrence, une capacité à comprendre la sorcellerie.

## Utilisation dansHarry Potter
Le terme « Moldu » est parfois utilisé de manière péjorative dans les romans. Puisque « Moldu » fait référence à une personne qui est membre de la communauté non magique, les Moldus sont simplement des êtres humains ordinaires sans aucune capacité magique et presque toujours sans conscience de l'existence de la magie. Les sorcières et les sorciers dont les parents ne sont pas magiques sont appelés « nés-Moldus ». Il y a également eu des enfants connus pour être nés d'un parent magique et d'un parent non magique. Les personnes de cette filiation mixte sont appelées sang-mêlé ; les personnes magiques avec une ascendance moldue d'un côté ou de l'autre sont aussi des sang-mêlé. La personne née-Moldue la plus notable de la série Harry Potter est Hermione Granger, qui est née de parents sans pouvoirs magiques. Les sorcières et les sorciers avec un héritage entièrement magique sont appelés des sangs purs.
Dans les romans Harry Potter, les Moldus sont souvent décrits comme des personnages stupides, parfois confus, qui sont complètement inconscients du monde sorcier qui existe parallèlement au leur. Si, par des moyens malheureux, les Moldus observent le fonctionnement de la magie, le ministère de la Magie envoie des Oubliators (membres de la Brigade de réparation des accidents de sorcellerie) pour leur lancer des sortilèges d'amnésie. Certains endroits magiques sont dissimulés par des sortilèges Repousse-Moldus et sont rendus « incartables » ; ces lieux adoptent aux yeux des Moldus une forme peu attrayante (par exemple, des ruines pour Poudlard) avec une signalisation de danger.
Certains Moldus connaissent le monde sorcier. C'est le cas notamment des parents moldus d'enfants sorciers (comme les parents d'Hermione Granger) ; du Premier ministre moldu (et de ses prédécesseurs) ; de la famille Dursley (les seuls parents encore vivants de Harry Potter) et des conjoints de certains sorciers ou sorcières.

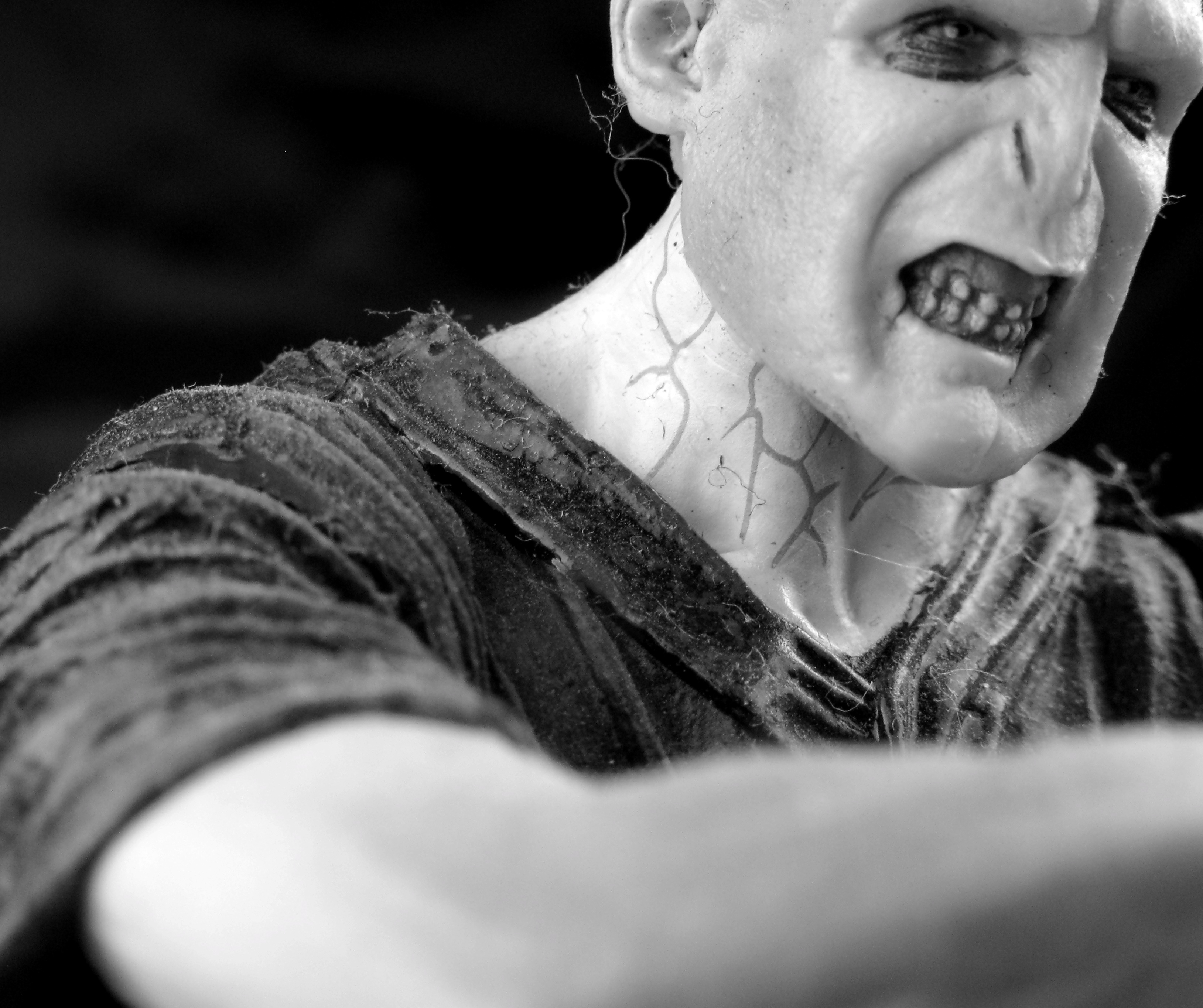
Lord Voldemort est un sorcier noir qui défend la suprématie des sangs purs. Ce principe est fondamental chez ses serviteurs, les Mangemorts.

### Moldus notables
- Les Dursley, la famille maternelle de Harry Potter avec qui il a vécu seize ans ;
- le Premier ministre moldu ;
- Frank Bryce, le jardinier de la famille Jedusor ;
- Tom Jedusor Senior, le père de Voldemort ;
- Tobias Rogue, le père de Severus Rogue ;
- Jacob Kowalski, l'ami Non-Mage de Norbert Dragonneau ;
- Mary Lou Bellebosse, dirigeante de la Ligue des Fidèles de Salem.

## Le mondemoldu
Rowling construit les non-magiciens dans son travail avec la même largeur de perspective que ses sorciers ; Les personnages moldus présentés dans la saga vont des bien intentionnés (comme le Premier ministre moldu ) et sympathiques (comme les parents d'Hermione Granger ou de Ted Tonks) aux familles ayant des préjugés comme les Dursley.  Au milieu, il y a des variantes et des combinaisons, bien que la plupart des êtres humains non magiciens aient un rôle périphérique dans le cycle du roman.
Contrairement à d'autres œuvres de fiction, dans Harry Potter , le monde des sorciers et des moldus est le même, seuls les premiers se cachent des seconds car ils veulent garder leur monde secret.

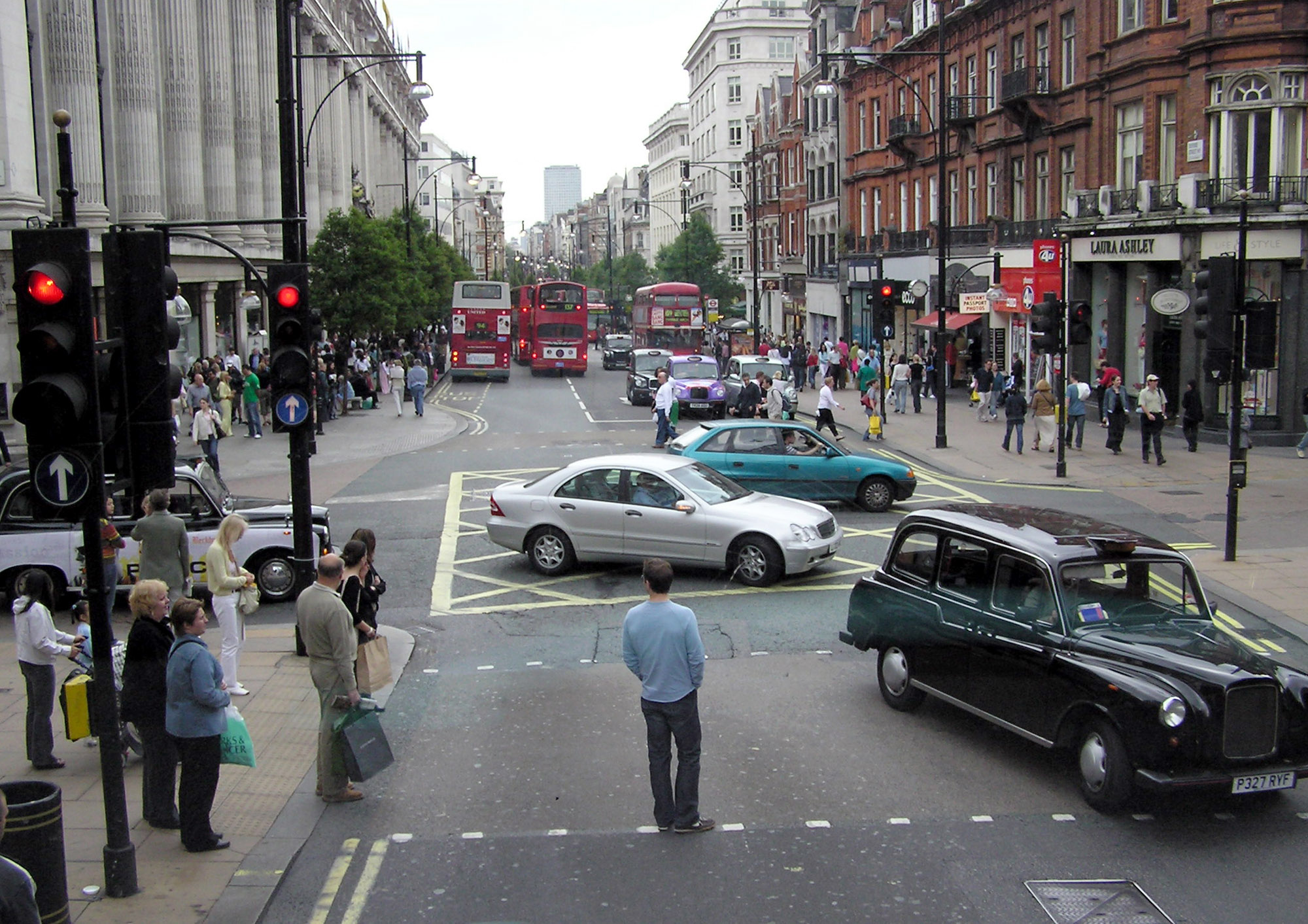
Contrairement à d'autres œuvres de fiction, dans Harry Potter, le monde des sorciers et des moldus est le même, seuls les premiers se cachent des seconds car ils veulent garder leur monde secret.

Fondamentalement, le monde dans lequel vivent les non-magiciens est le même que celui de la communauté des sorciers. Contrairement à d'autres œuvres telles que Les Chroniques de Narnia de CS Lewis, où il y a une entrée dans un monde parallèle à la réalité, ou dans des fictions telles que Le Seigneur des Anneaux de JRR Tolkien - dont l'histoire se déroule dans un passé fictif de notre monde - , la saga Harry Potter montre la coexistence de deux ordres dans une même réalité, sauf que les sorciers vivent cachés des Moldus.  Les deux ordres sont similaires en ce sens qu'ils ont une organisation géopolitique, des systèmes éducatifs et manifestations économiques et artistiques et même des problèmes tels que la discrimination.  L'aspect juridique, Andrew Schwabach a souligné dans une étude de 2006 que la législation des sorciers montre de profondes différences avec celle des moldus et de grandes failles et dilemmes éthiques. 
Les causes de la séparation entre les deux mondes n'ont jamais été très explicites dans la série ; Cependant, dans le livre d'accompagnement Les Animaux, Rowling a un peu précisé les raisons de cette division : les Moldus auraient été au courant de la présence de sorciers dans le monde au Moyen-Âge ;  En raison des persécutions que subissaient les magiciens au XVe siècle, peu à peu les deux sociétés se séparèrent et les magiciens choisirent l'anonymat. Certaines familles ont tenté de mener une double vie en cachant leur nature magique, mais au 17ᵉ siècle, la société sorcière était presque entièrement opposée au contact avec les Moldus ; tout sorcier qui le faisait était généralement un paria. 
La résolution est venue avec la réunion de la Confédération internationale des magiciens en 1692 qui a sanctionné le Statut international du secret.  Par le biais du statut, les Conseils des Sorciers (ancêtres des Ministères de la Magie) ont été créés, qui seraient chargés de réglementer tous les aspects de la vie dans la communauté magique pour les cacher des Moldus. L'un des principaux outils des ministères est le charme de modification de la mémoire, dont l'utilisation et la légalité ont été remises en question pour répondre à des intérêts politiques plutôt qu'à une utilisation légitime.

## Autres usages
Le mot anglais muggle, ou son pluriel muggles, est utilisé dans divers contextes étrangers dans lesquels sa signification est similaire au sens qui lui est attribué dans la série de livres Harry Potter. D'une manière générale, il est utilisé par les membres d'un groupe pour décrire ceux qui n'en font pas partie (à l'image du terme « civil » tel qu'il est employé par le personnel militaire). Alors que dans les livres, le mot Muggle / « Moldu » a systématiquement une majuscule en debut de mot, dans d'autres utilisations, il est souvent écrit uniquement en minuscule.
- Muggle est utilisé en anglais informel par les membres de Mensa pour définir les non-membres ou toute personne avec un QI inférieur au niveau de Mensa.
- Selon l'émission quiz de la BBC QI, dans l'épisode Hocus Pocus, muggle était un mot d'argot jazz des années 1930 pour quelqu'un qui consomme du cannabis. Muggles est le titre d'un enregistrement de 1928 par Louis Armstrong et son orchestre.
- Une muggle est, selon Abbott Walter Bower, auteur du Scotichronicon, « la queue d'un Anglais ». Dans le livre d'Alistair Moffat, A History of the Borders from Early Times, il est dit qu'il y avait une croyance largement répandue au XIIIe siècle parmi les Écossais que les Anglais avaient des queues[9].
- Ernest Bramah a fait allusion aux « artful Muggles » (« Muggles astucieux ») dans un roman policier publié des décennies avant les livres Potter (Le fantôme à Massingham Mansions, dans Les yeux de Max Carrados, Doran, New York, 1924).
- Muggles est le nom d'un personnage féminin dans le livre pour enfants The Gammage Cup de Carol Kendall publié en 1959 par Harcourt, Brace & World.
- Publié en 1982, le personnage de Roald Dahl, le Bon Gros Géant, utilise le mot Muggled tout en décrivant un bon rêve à l'autre personnage principal, Sophie. Roald Dahl nomme également une famille de singes « les Muggle-Wumps » dans Les Deux Gredins et d'autres œuvres.
- Muggle a été ajouté à l' Oxford English Dictionary en 2003, où il se réfère à une personne qui manque de compétences[10].
- Muggle est utilisé en anglais informel par les membres de petits groupes spécialisés, généralement ceux qui considèrent que leurs activités sont analogues ou impliquent directement la magie (comme dans la culture des hackers[11] et les païens, les néopagans et les wiccans[12]) pour se référer à ceux qui ne font pas partie du groupe.
- Dans les forums en ligne pour les personnes atteintes d'herpès, Muggle est utilisé pour décrire quelqu'un qui (vraisemblablement) n'a pas le virus.
- Moldu ou géomoldu (en anglais Muggle ou geomuggle) est utilisé par les géocacheurs pour désigner ceux qui ne sont pas impliqués ou qui ne connaissent pas le sport du géocaching. Une cache qui a été falsifiée par des non-participants est considérée comme pillée ou moldusée (en anglais muggled) (« victime d'une fraude »)[13].

### Action en justice relative aux marques
Nancy Stouffer, auteur de The Legend of Rah and the Muggles (1984) a accusé Rowling d'une violation de marque pour l'utilisation du terme Muggles, ainsi que de violations de droits d'auteur pour certaines similitudes avec son livre. J. K. Rowling et Scholastic, son éditeur américain, ont intenté une action en jugement déclaratoire et ont obtenu gain de cause sur une requête en jugement sommaire en raison de l'absence de risque de confusion.